# Johannes Høsflot Klæbo
Johannes Høsflot Klæbo (Trondheim, 22 oktober 1996) is een Noorse langlaufer. Hij vertegenwoordigde zijn vaderland op de Olympische Winterspelen 2018 in Pyeongchang en Olympische Winterspelen 2022 in Peking.

## Carrière
Bij zijn wereldbekerdebuut, in februari 2016 in Drammen, scoorde Klæbo direct wereldbekerpunten. In november 2016 stond de Noor in Kuusamo, bij zijn tweede wereldbekerwedstrijd, voor de eerste maal in zijn carrière op het podium van een wereldbekerwedstrijd. Op 18 februari 2017 boekte hij in Otepää zijn eerste wereldbekerzege. Op de wereldkampioenschappen langlaufen 2017 in Lahti veroverde Klæbo de bronzen medaille op de sprint, daarnaast eindigde hij als vijftiende op de 15 kilometer klassieke stijl. Op het onderdeel teamsprint eindigde hij samen met Emil Iversen op de vierde plaats. Tijdens de Olympische Winterspelen van 2018 in Pyeongchang werd de Noor olympisch kampioen op de sprint, daarnaast eindigde hij als tiende op de 30 kilometer skiatlon. Samen met Martin Johnsrud Sundby behaalde hij de gouden medaille op de teamsprint, op de estafette sleepte hij samen met Didrik Tønseth, Martin Johnsrud Sundby en Simen Hegstad Krüger de gouden medaille in de wacht. In het seizoen 2017/2018 greep hij de eindzege in het algemene wereldbekerklassement.
In Seefeld nam Klæbo deel aan de wereldkampioenschappen langlaufen 2019. Op dit toernooi veroverde hij de wereldtitel op de sprint, daarnaast eindigde hij als dertigste op de 30 kilometer skiatlon. Samen met Emil Iversen werd hij wereldkampioen op de teamsprint, op de estafette legde hij samen met Emil Iversen, Martin Johnsrud Sundby en Sjur Røthe beslag op de wereldtitel. In het seizoen 2018/2019 prolongeerde de Noor de eindzege in het algemene wereldbekerklassement en schreef hij de Tour de Ski op zijn naam. Op de wereldkampioenschappen langlaufen 2021 in Oberstdorf prolongeerde hij de wereldtitel op de sprint, daarnaast eindigde hij als vierde op de 30 kilometer skiatlon en werd hij gediskwalificeerd op de 50 kilometer klassieke stijl. Samen met Erik Valnes werd hij wereldkampioen op de teamsprint, op de estafette behaalde hij samen met Pål Golberg, Emil Iversen en Hans Christer Holund de wereldtitel. 
Op 8 februari 2022 won hij in 2.58,06 Olympisch goud in Beijing op het onderdeel cross-country sprint, waarmee hij zijn Olympische titel van 2018 succesvol verdedigde.

## Resultaten

### Olympische Winterspelen
| Jaar | Plaats      | Onderdeel |
| ---- | ----------- | --- |
| 2018 | Pyeongchang | Sprint (klassieke stijl) · 10e 30 km skiatlon · Teamsprint (vrije stijl) · 4×10 km estafette                                           |
| 2022 | Beijing     | Sprint (klassieke stijl) · 40e 30 km skiatlon · Teamsprint (vrije stijl) · 2e 4×10 km estafette 15km individueel · DNF 50km massastart |

### Wereldkampioenschappen
| Jaar | Plaats     | Resultaten |
| ---- | ---------- | --- |
| 2017 | Lahti      | Sprint (vrije stijl) · 15e 15 km klassieke stijl · 4e Teamsprint (klassieke stijl)                                      |
| 2019 | Seefeld    | Sprint (vrije stijl) · 30e 30 km skiatlon · Teamsprint (klassieke stijl) · 4×10 km estafette                            |
| 2021 | Oberstdorf | Sprint (klassieke stijl) · 4e 30 km skiatlon · DSQ 50 km klassieke stijl · Teamsprint (vrije stijl) · 4×10 km estafette |

### Wereldbeker
| Legenda | Legenda            |
| ------- | ------------------ |
| TdS     | Tour de Ski        |
| NO      | Nordic Opening     |
| LT      | Lillehammer Triple |
| RT      | Ruka Triple        |
| WBF     | Wereldbekerfinale  |
| STC     | Ski Tour Canada    |
| ST      | Ski Tour           |

Eindklasseringen
| Seizoen   | Algm   | DI  | SP   | TdS   |
| --------- | ------ | --- | ---- | ----- |
| 2015/2016 | 110e   | –   | 68e  | –     |
| 2016/2017 | 4e     | 29e | Goud | –     |
| 2017/2018 | Goud   | 7e  | Goud | –     |
| 2018/2019 | Goud   | 9e  | Goud | Goud  |
| 2019/2020 | Zilver | 6e  | Goud | Brons |
| 2020/2021 | Brons  | 8e  | 8e   | –     |

Wereldbekerzeges individueel
| Nr. | Datum            | Plaats                | Onderdeel                                     |
| --- | ---------------- | --------------------- | --------------------------------------------- |
| 1.  | 18 februari 2017 | Otepää                | Sprint (vrije stijl)                          |
| 2.  | 18 maart 2017    | Quebec                | 15 kilometer klassieke stijl (massastart) WBF |
| 3.  | 19 maart 2017    | Quebec                | Wereldbekerfinale                             |
| 4.  | 24 november 2017 | Kuusamo               | Sprint (klassieke stijl) NO                   |
| 5.  | 25 november 2017 | Kuusamo               | 15 kilometer klassieke stijl NO               |
| 6.  | 26 november 2017 | Kuusamo               | Nordic Opening                                |
| 7.  | 2 december 2017  | Lillehammer           | Sprint (klassieke stijl)                      |
| 8.  | 3 december 2017  | Lillehammer           | 30 km skiatlon                                |
| 9.  | 9 december 2017  | Davos                 | Sprint (vrije stijl)                          |
| 10. | 17 december 2017 | Toblach               | 15 kilometer klassieke stijl achtervolging    |
| 11. | 20 januari 2018  | Planica               | Sprint (klassieke stijl)                      |
| 12. | 27 januari 2018  | Seefeld               | Sprint (vrije stijl)                          |
| 13. | 7 maart 2018     | Drammen               | Sprint (klassieke stijl)                      |
| 14. | 16 maart 2018    | Falun                 | Sprint (vrije stijl)                          |
| 15. | 15 december 2018 | Davos                 | Sprint (vrije stijl)                          |
| 16. | 29 december 2018 | Toblach               | Sprint (vrije stijl) TdS                      |
| 17. | 1 januari 2019   | Val Müstair           | Sprint (vrije stijl) TdS                      |
| 18. | 3 januari 2019   | Oberstdorf            | 15 km vrije stijl (handicapstart) TdS         |
| 19. | 5 januari 2019   | Val di Fiemme         | 15 km klassieke stijl (massastart) TdS        |
| 20. | 6 januari 2019   | Tour de Ski 2018/2019 | Tour de Ski 2018/2019                         |
| 21. | 19 januari 2019  | Otepää                | Sprint (klassieke stijl)                      |
| 22. | 9 februari 2019  | Lahti                 | Sprint (vrije stijl)                          |
| 23. | 12 maart 2019    | Drammen               | Sprint (klassieke stijl)                      |
| 24. | 16 maart 2019    | Falun                 | Sprint (vrije stijl)                          |
| 25. | 22 maart 2019    | Quebec                | Sprint (vrije stijl) WBF                      |
| 26. | 23 maart 2019    | Quebec                | 15 kilometer klassieke stijl (massastart) WBF |
| 27. | 24 maart 2019    | Quebec                | Wereldbekerfinale                             |
| 28. | 29 november 2019 | Kuusamo               | Sprint (klassieke stijl) RT                   |
| 29. | 1 december 2019  | Kuusamo               | Ruka Triple 2019                              |
| 30. | 14 december 2019 | Davos                 | Sprint (vrije stijl)                          |
| 31. | 29 december 2019 | Lenzerheide           | Sprint (vrije stijl) TdS                      |
| 32. | 3 januari 2020   | Val di Fiemme         | 15 km klassieke stijl (massastart) TdS        |
| 33. | 4 januari 2020   | Val di Fiemme         | Sprint (klassieke stijl) TdS                  |
| 34. | 26 januari 2020  | Oberstdorf            | Sprint (klassieke stijl)                      |
| 35. | 18 februari 2020 | Åre                   | Sprint (vrije stijl) ST                       |
| 36. | 22 februari 2020 | Trondheim             | Sprint (klassieke stijl) ST                   |
| 37. | 4 maart 2020     | Drammen               | Sprint (vrije stijl)                          |
| 38. | 28 november 2020 | Kuusamo               | 15 km klassieke stijl RT                      |
| 39. | 29 november 2020 | Kuusamo               | Ruka Triple                                   |
| 40. | 31 januari 2021  | Falun                 | Sprint (klassieke stijl)                      |
| 41. | 3 december 2021  | Lillehammer           | Sprint (vrije stijl)                          |
| 42. | 25 november 2022 | Kuusamo               | Sprint (klassieke stijl)                      |
| 43. | 26 november 2022 | Kuusamo               | 10 km klassieke stijl                         |
| 44. | 27 november 2022 | Kuusamo               | 20 km vrije stijl (handicapstart)             |
| 45. | 3 december 2022  | Lillehammer           | Sprint (vrije stijl)                          |
| 46. | 31 december 2022 | Val Müstair           | Sprint (vrije stijl) TdS                      |
| 47. | 1 januari 2023   | Val Müstair           | 10 km klassieke stijl (handicapstart) TdS     |
| 48. | 3 januari 2023   | Oberstdorf            | 10 km klassieke stijl TdS                     |
| 49. | 4 januari 2023   | Oberstdorf            | 20 km vrije stijl (handicapstart) TdS         |
| 50. | 6 januari 2023   | Val di Fiemme         | Sprint (klassieke stijl) TdS                  |
| 51. | 7 januari 2023   | Val di Fiemme         | 15 km klassieke stijl (massastart) TdS        |
| 52. | 8 januari 2023   | Tour de Ski 2022/2023 | Tour de Ski 2022/2023                         |
| 53. | 22 januari 2023  | Livigno               | Sprint (vrije stijl)                          |

Wereldbekerzeges team
| Nr. | Datum            | Plaats      | Onderdeel                               | Teamgenoten               |
| --- | ---------------- | ----------- | --------------------------------------- | ------------------------- |
| 1.  | 10 februari 2019 | Lahti       | 6 × 1,6 km teamsprint (klassieke stijl) | Iversen                   |
| 2.  | 1 maart 2020     | Lahti       | 4 × 7,5 km estafette                    | Golberg / Holund / Røthe  |
| 3.  | 5 december 2021  | Lillehammer | 4 × 7,5 km estafette                    | Valnes / Iversen / Krüger |

### Overige resultaten
| Nr.         | Datum        | Plaats      | Wedstrijd            | Onderdeel                      |
| 3e plaatsen | 3e plaatsen  | 3e plaatsen | 3e plaatsen          | 3e plaatsen                    |
| ----------- | ------------ | ----------- | -------------------- | ------------------------------ |
| 1.          | 3 april 2021 | Hafjell     | Red Bull Janteloppet | 20 km vrije stijl (massastart) |